# Batalha de Nivelle
A Batalha de Nivelle (10 de novembro de 1813) ocorreu em frente ao rio Nivelle perto do fim da Guerra Peninsular (1808-1814). Após o cerco dos Aliados em San Sebastian, a tropa com 80 mil britânicos, portugueses e espanhóis de Wellington (20.000 dos espanhóis eram inexperiente em batalha) foram em perseguição do marechal Soult, que tinha apenas 60 mil homens para colocar em um perímetro de 20 quilômetros. Após a divisão clara, o principal exército britânico foi obrigado a atacar e a 3.ª Divisão de dividir o exército de Soult em dois. Por duas horas, Soult estava em retiro e os britânicos em uma posição forte ofensiva. Soult tinha perdido 4.351 homens para Wellington, que perdera 2.450.